# Alchemilla megalodonta
Alchemilla megalodonta é uma espécie de rosácea do gênero Alchemilla, pertencente à família Rosaceae.